# Gillis Valckenier

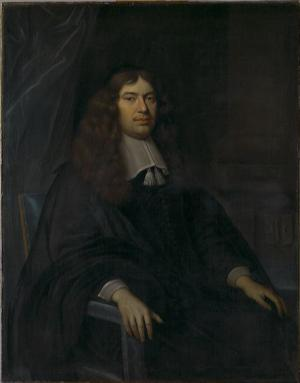
Gillis Valckenier, gemalt durch Wallerant Vaillant (1671)

Gillis Valckenier (* 13. August 1623 in Amsterdam; † 6. November 1680 ebenda) war im Goldenen Zeitalter ein einflussreicher Amsterdamer Regent und Staatsmann der niederländischen Republik. Er war wechselhaft auffallend staatsgesinnt und oraniergesinnt.

## Leben und Werk

### Valckenier als Republikaner
Siehe auch: Regent von Amsterdam
Gillis Valckenier wurde als Sohn des Amsterdamer Bürgermeisters Wouter Valckenier aus dem Patriziergeschlecht Valckenier geboren. Nach seinem Studium in Leiden wurde er im Jahre 1649 in die Amsterdamer Vroedschap aufgenommen, wo er in der Stadtregierung bald darauf das Amt eines Schepen innehatte. Er machte eine schnelle politische Karriere, als er im Jahre 1657 auch zu einem der Bewindhebber der Niederländischen Ostindien-Kompanie bestellt wurde.
Gillis Valckenier wurde als stur, schlau, herrschsüchtig, gierig und barsch beschrieben, aber auch als ein sehr arbeitsamer und fleißiger Mensch.
Ab den beginnenden 1660er Jahre kristallisierten sich in der Amsterdamer Vroedschap neben der bestimmenden Staatsgesinnten Fraktion De Graeff zwei weitere führende Gruppierungen heraus; die Fraktion des Gillis Valckenier, die in späteren Jahren als Oraniergesinnt galt, sowie die Fraktion des Henrick Hooft, die als eine Mittelpartei zwischen den beiden Gegenpolen stand. Valckenier gelang es nach dem Tod von Cornelis de Graeff im Jahre 1664 die bis dahin mächtige Amsterdamer De Graeff-Fraktion zu schwächen, und 1665 erstmals zum Bürgermeister gewählt zu werden. 1666 wurden er und Cornelis ' jüngerer Bruder Andries de Graeff Bürgermeister, und boteten Hooft dadurch aus, dass die ihm für drei Jahre in den Rat der Admiralität von Amsterdam entsandten. Als Zeichen einer pro-französischen Politik machte er 1666 gemeinsam mit den Bürgermeistern Andries de Graeff, Hendrick Dircksz Spiegel und Gerard Claesz Hasselaer dem französischen Außenminister Hugues de Lionne ein repräsentatives Gemälde Amsterdams von Ludolf Backhuysen zum Geschenk. 1667 war Valckenier gemeinsam mit Ratspensionär Johan de Witt, Andries de Graeff und Gaspar Fagel einer der Aufsteller des Eeuwig edict (Jahrhunderterlass), der die Abschaffung der Statthalterschaft und somit den endgültigen Sturz des Hauses von Oranien beinhaltete. Valckenier nächste Ernennung zum Bürgermeister erfolgte 1668.

### Valckenier als Monarchist
Gillis Valckenier erfuhr in den späteren 1660er Jahren eine politische Wandlung vom republikanischen Staatsmann zum oranisch gesinnten Staatsmann mit politischem Boykott gegen die Regierung von De Witt.
Ab den späten 1660er Jahren führte Valckenier in Paris mit Wilhelms III. politische Geheimverhandlungen, die dem Zweck dienten, die Gebrüder Johan und Cornelis de Witt und ihr politisches republikanisches System zu stürzen, und die oranischen Statthalter in Person von Wilhelm III. erneut an die Macht zu bringen. Valckenier konnte De Witt die eminente Unterstützung Amsterdams sukzessive entziehen, indem er zugleich seinen stärksten Konkurrenten in Amsterdam, den Republikaner Andries de Graeff, in dessen angestammten Pro-De Witt Politik erheblich beeinträchtigen. 1670 war Valckenier erneut Bürgermeister.
1671 gelang es der damals ultrarepublikanisch gesinnten Fraktion De Graeff, welche Andries, dessen beiden Neffen Pieter und Jacob de Graeff und deren Cousin Lambert Reynst umfasste, mit Unterstützung von Hooft und Cornelis de Vlaming van Oudshoorn die Fraktion Valckenier und Nicolaas Witsen  zu Fall zu bringen, und Gillis Valckenier ebenfalls als Gecommitteerde Raad nach Den Haag zu entsenden.
Durch die Wirren des Rampjaares 1672 und die dadurch aufkommende anti-De Witt Stimmung in der Republik konnte er seine mächtige Position innerhalb Amsterdams im Sommer desselben Jahres erneut erlangen. Als auch noch der Amsterdamer Politiker und Diplomat Coenraad van Beuningen als Gesandter nach England geschickt wurde, konnte Valckenier mit der Hilfe des neuen Erbstatthalters Wilhelm III. nach 1672 zum mächtigsten Politiker Amsterdams aufsteigen. In der Folgezeit konnte er gemeinsam mit Henrick Hooft entgegen dem Bestreben von Cornelis Geelvinck und Wilhelm III. einen Kriegseintritt der Republik gegen Frankreich verhindern.
Der englische Botschafter Sir Henry Sidney meinte über die Position Valkeniers sinngemäß, dass selbst der türkische Sultan über nicht so viel Macht in seinem Land verfügt habe, wie Valckenier in Amsterdam. Sidney weiters: Er kassiert so viel Geld, wie ihm gut dünkt, er tut, was ihm in den Sinn kommt, und dennoch sieht er aus wie ein gewöhnlicher Ladenbesitzer.

#### Conclusio und Ausblick
Die Konflikte zwischen Wilhelm III. von Oranien und den Patriziern Amsterdams im Rampjaar 1672 zeigten, dass weder Gillis Valckenier noch Henrick Hooft als überzeugte Orangisten gelten können. Ausschlaggebend waren hierbei hauptsächlich die Handelsinteressen für die sich Valckenier einsetzte und zugleich seinem Rivalen Andries de Graeff eine verschwenderische Politik vorwarf. Ebenfalls entstand die antifranzösische Politik von Valckenier und Coenraad van Beuningen aus ihrer Überzeugung, dass davon er Handel profitieren würde. Das macht ihren Konflikt mit Johan de Witt, dem Inbegriff der „Französischen Verbindung“, und auch De Graeff, verständlich. Es ist anzunehmen, dass es für Valckenier nicht von primären Interesse war, ob der Oranier Statthalter werden würde. Als dieser nach 1674 für die Fortsetzung des Krieges mit Frankreich eintrat, kam es zu Auseinandersetzungen mit Valckenier, weil Amsterdam nun vom Frieden profitierte.
Tatsächlich kann die Versöhnung von Hooft und Valckenier im Jahr 1676 nur dadurch erklärt werden, dass für sie die Interessen von Amsterdam und ihrer eigenen Fraktionen die ideologische Frage nach der Stellung des Oranier und der Republikanischen Ordnung. Parteikämpfe spielten in der Stadtpolitik eine untergeordnete Rolle. Es waren Fraktionen, oder vielmehr Fraktionsführer, die den Kurs vorgaben, und zumeist nur die Interessen der Stadt und ihrer eigenen Fraktion vertraten. Valckeniers Entscheidung sich hinter den Oranier zu stellen war eine pragmatische. Im Gegenzug verhalf Wilhelm III. fast ausschließlich Freunden und Verwandten von Valckenier zu einem Sitz in der Vroedschap.